# 阿部櫟斎
阿部 櫟斎（あべ れきさい）は江戸時代後期、幕末の医師、本草学者。岩崎灌園、曽占春、東条琴台門下。江戸幕府の小笠原諸島調査に参加し、帰府後開成所に勤めた。

## 生涯
文化2年（1805年）本草学者阿部賢任の次男として江戸に生まれた。曽祖父阿部将翁の遺業再興のため本草学を志した。
文化15年（1818年）5月入門した谷村元珉の仲介で6月28日又玄堂岩崎灌園に入門した。文政11年（1828年）、文政12年（1829年）分が残る又玄堂『本草会出席簿』では、門人中最も多く出席している。
天保4年（1833年）福井春水発起の疑問会、天保7年（1836年）柳川重信の書画会に参加するなど、多くの文化人と交流を持った。
天保8年（1837年）、毎月自宅で開いていた物産会において小笠原諸島の話題になり、幕府の許可を得て植物調査を行うことを仲間と夢想したが、密航を企てたとする花井虎一の密告で無量寿寺順宣が逮捕されたため、天保10年（1839年）蛮社の獄の際尋問を受け、無人島開発計画を吹聴し、山口屋に鉄砲を渡す相談に乗ったかどで100日押込を申し渡された。なお、この時の身分は高家今川上総介家来医師となっている。
駒場薬園に臨時で働いたことがあったほか、安政6年（1859年）医学館薬品会鑑定手伝を任された。
文久2年（1862年）5月幕府小笠原諸島調査団の医師井口栄春の後任に採用され、軍艦操練所から朝陽丸で浦賀、八丈島を経て父島に到着した。巣鴨町植木屋長兵衛、卯之吉から購入した草木の栽培のほか、織物、食塩の試作も行い、同時に島民や中浜万次郎、堀一郎から英語を学んだ。草木が順調に生育する中、文久3年（1863年）一時帰府したが、その後生麦事件に伴い対英関係の緊張を防ぐため事業は中止された。
慶応2年（1866年）には開成所で物産学世話心得を務め、8月鶴田清次と多摩郡を廻村した。
明治維新後、政府に移管した駒場薬園御薬草培養方、小石川薬園御薬草培養方試補を務めた。明治3年（1870年）10月19日死去し、菩提寺三ノ輪梅林寺に土葬された。法号は宝珠院殿義簪華将翁居士。

## 著書
『将翁軒禽譜』
文政11年（1828年）8月成立。鷸（シギ）、鳩鴿（ハト）類276種の図譜。
『巴豆考』
文政12年（1829年）7月刊。寛政年間琉球王国から薩摩藩に渡来した福建省連江県産巴豆（ハズ）が、文政10年（1827年）佐多薬園で栽培に成功したため、薩摩藩医だった師曽占春を介して5房を取り寄せ、自園で栽培したものについて記す。
『聯珠詩格名物図考』
文政13年（1830年）春刊。元于斎著『聯珠詩格』に登場する植物58種の解説。岡田清福画。全8巻の予定だったが、草部のみ刊行。
『類集写真 巻之九』
サンクトペテルブルクコマロフ植物研究所図書館所蔵。
『椶櫚樹芸考』
天保3年（1832年）3月成立。椶櫚（シュロ）の有用性を説く。
『格物瑣言』
天保3年（1832年）刊。茅膏菜（モウセンゴケ）、雪茶（ムシゴケ）、金纓梅（マンサク）、蝋弁花（トサミズキ）について記す。
『救歉挙要』
天保4年（1833年）9月刊。救荒書。
『枕草子草木考』
天保5年（1834年）以前成立。『枕草子』に登場する草木について記す。
『続々吉原詩』
天保5年（1834年）春『桜堤竹枝』に合冊されて刊行。柏木如亭・菊池五山『吉原竹枝詞二篇』の続編を意図した狂歌集。
『草木育種後編』
天保8年（1837年）9月刊。師岩崎灌園『草木育種』の後編を意図する。灌園子息画。天保9年（1838年）4月『続編』が成るも未刊。
『書画会肝煎鍋』
天保7年（1836年）参加した柳川重信書画会で構想し、天保9年（1838年）成立した戯書。
『地球万国全図』
天保9年（1838年）刊。1835年フランスで刊行された世界地図の縮写。
『隠居放言』（『又新堂百品考』）
天保14年（1843年）成立。複数の写本が残る。
『訂正補刻 絵本漢楚軍談』
天保14年（1843年）刊。為永春水の代作。葛飾北斎画。
『春菜七草考』
天保5年（1834年）1月成立した『春菜七草考』をもとに、弘化4年（1844年）以前刊。渓斎英泉画。
『静春随筆』
弘化2年（1845年）9月成立。
『衛生菌譜』
嘉永2年（1849年）以前成立。キノコの毒について記す。所在不明。
『公私日録』
嘉永7年（1854年）1月1日に開始した日記。
『蝦夷行程記』
安政3年（1856年）11月刊。松浦武四郎校訂。
『補輯万宝魚譜』
安政4年（1857年）6月3日成立。南華春木所蔵『万宝魚譜』を借りて写し、マンボウの図譜。
『八丈本草』
文久2年（1862年）八丈島寄港中、14種類の薬草について記す。
『南嶼産物志』
慶応元年（1865年）閏5月15日成立。木部のみ残る。
『出放題集』
小笠原滞在中の雑記。
『南嶼建白稿』
小笠原事業に関する報告書。
『豆嶼行記』
文久2年（1862年）6月18日江戸出発から文久3年（1863年）5月帰着後6月4日までの日記。
『巴菽園貝譜』
慶応2年（1866年）4月成立。
『絵入英語箋階梯』
慶応3年（1867年）8月刊。服部雪斎画。鳥の英名の発音を片仮名で示す。
『本草図譜 獣部』（『獣譜草稿』）
岩崎灌園『本草図譜』の続編を意図するも、未完。
『新刊唐宋聯珠詩格』
明治13年（1880年）没後刊。東条琴台『続唐墨聯珠詩格』の続編を意図する。
『植物便覧』
明治に成立か。カール・フォン・リンネの分類を取り入れる。

## 別号
- 将翁軒 – 曽祖父阿部将翁の号を名乗ったもの[57]。
- 蔽牛散人[26]、蔽牛書屋[40]
- 巴菽園[58]
- 楽木書屋、楽木山人 - 「櫟」の字を分けたもの[8]。
- 矴庵散人 - 本石町（石丁）に住んだ時のもの[8]。
- 静園、静春薬室[7]、静春堂[38]
- 鳳仙[35]
- 艸浸圃[35]
- 又新堂[35]
- 椿山人[38]

## 親族
- 曽祖父：阿部将翁 - 江戸阿部家祖[3]。
- 祖父：阿部義任[3]
- 父：阿部賢任 - 義明、堅任。号は春庵、黙斎、醒斎[3]。
- 母：東寿院潭室妙操大姉 – 慶応2年（1866年）7月15日没[18]。
  - 兄：阿部信任 - 著書に『製楮要訣』（所在不明）[27]。
- 前妻：報恩院赤心禅照大姉 – 嘉永元年（1848年）6月24日神田薬師新道で没。岡崎佐多斎宮実母[39]。
  - 子：阿部為任 – 号は春庵、米象、碧海[3]。
  - 娘：紅顔禅童女 - 嘉永2年（1849年）閏4月4日金吹町で没[39]。
  - 後妻：宝信院天安通益大姉 – 明治3年（1870年）4月14日没[59]。